# タインビン県
タインビン県（タインビンけん、ベトナム語：Huyện Thanh Bình / 縣清平?）は、ベトナム社会主義共和国ドンタップ省の県。面積は341km²、人口は134,903人（2019年）である。

## 行政区画
1市鎮12社から構成される。